# Lophocalama
Lophocalama là một chi bướm đêm thuộc họ Noctuidae.

## Loài
- Lophocalama neuritis Hampson, 1910
- Lophocalama suffusa (Lucas, 1894)

## Hình ảnh

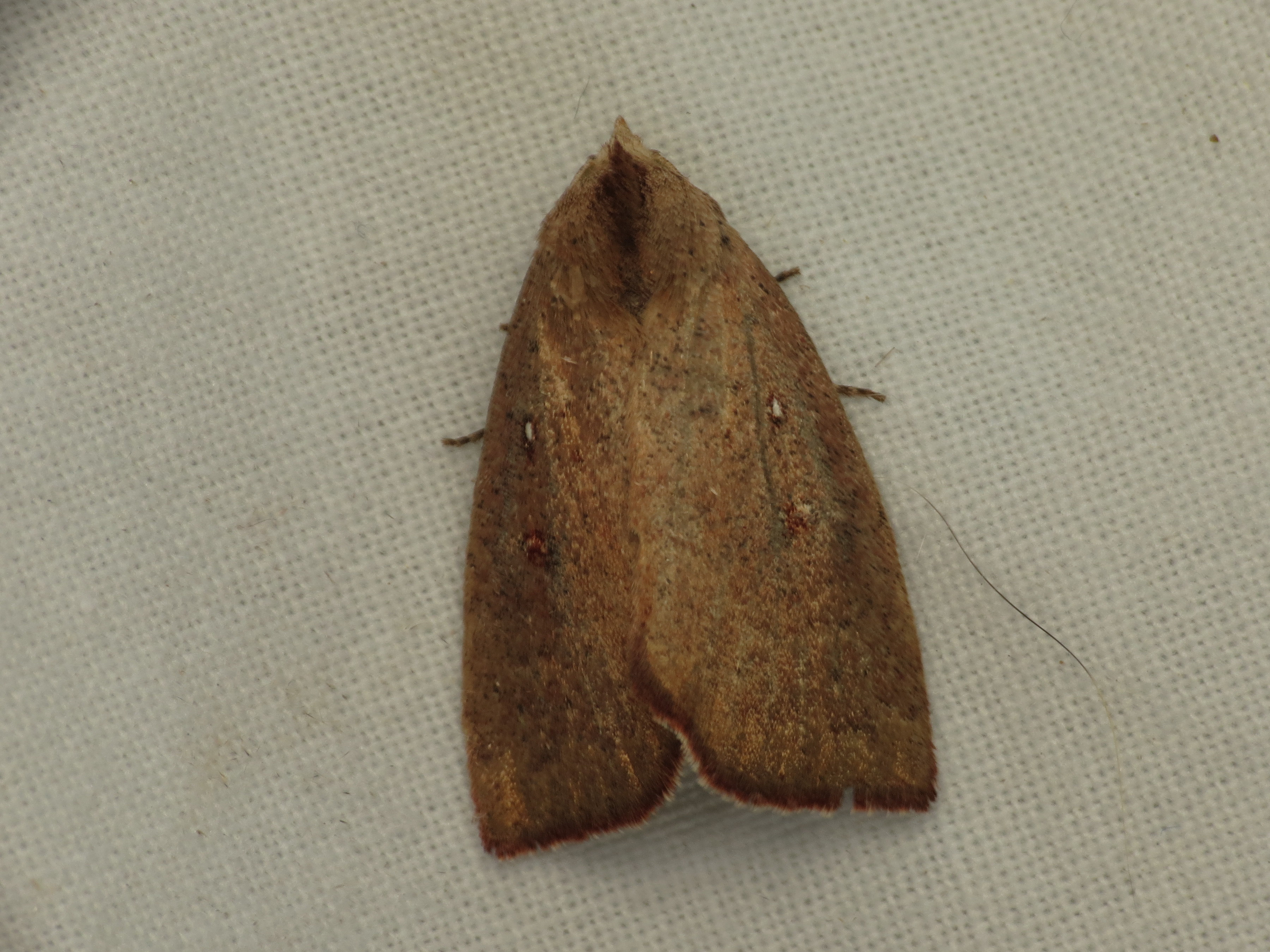
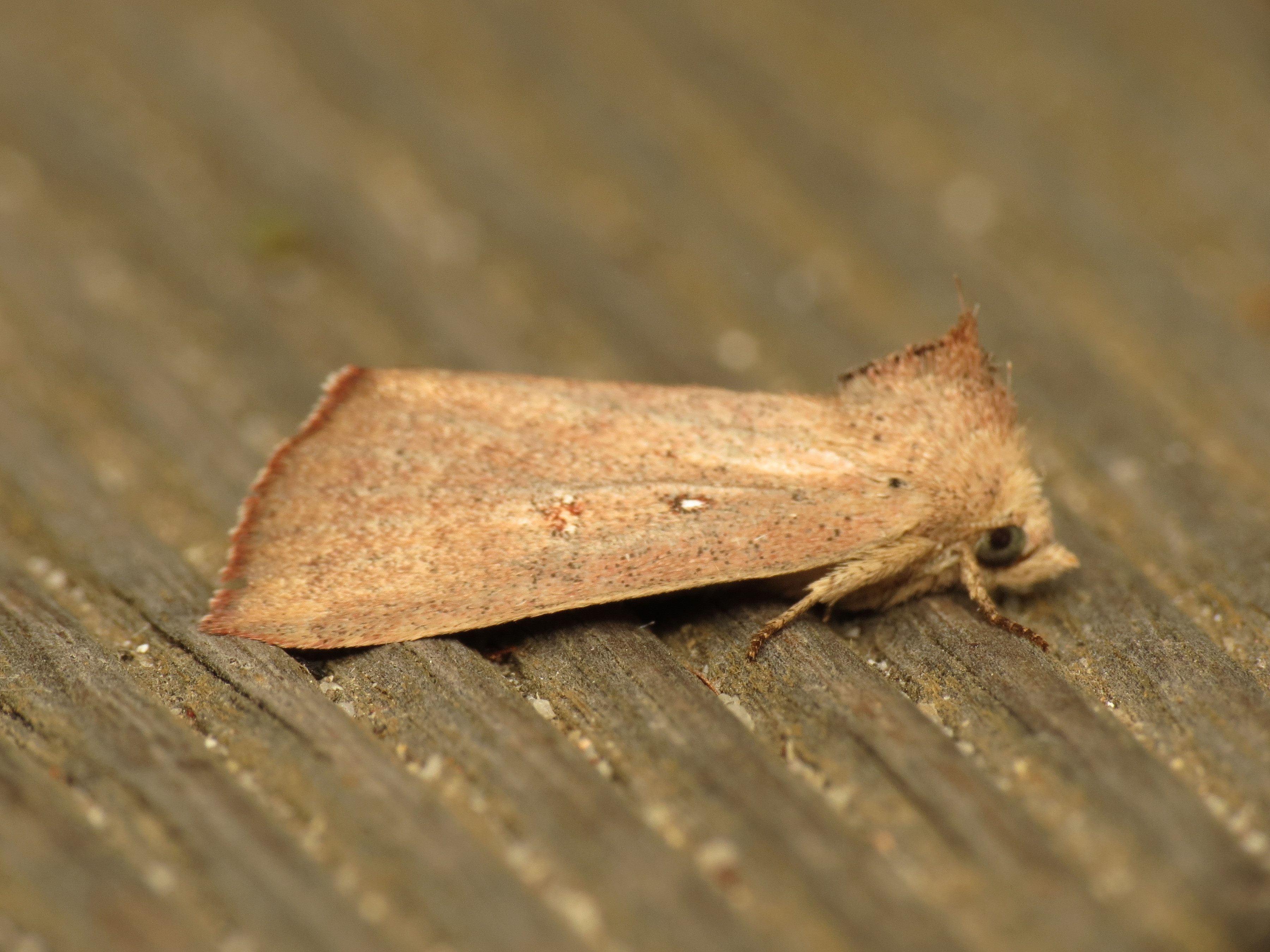
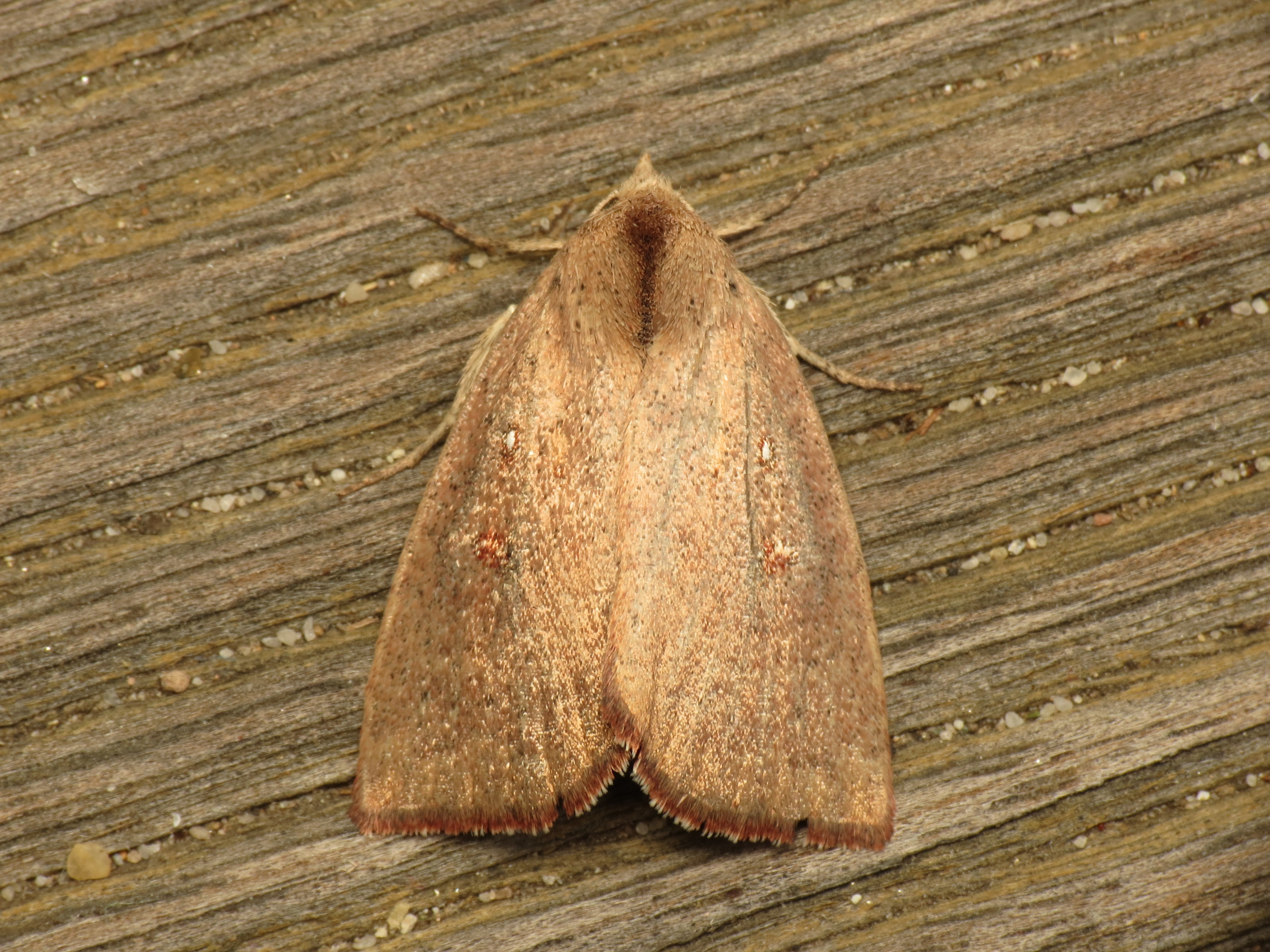
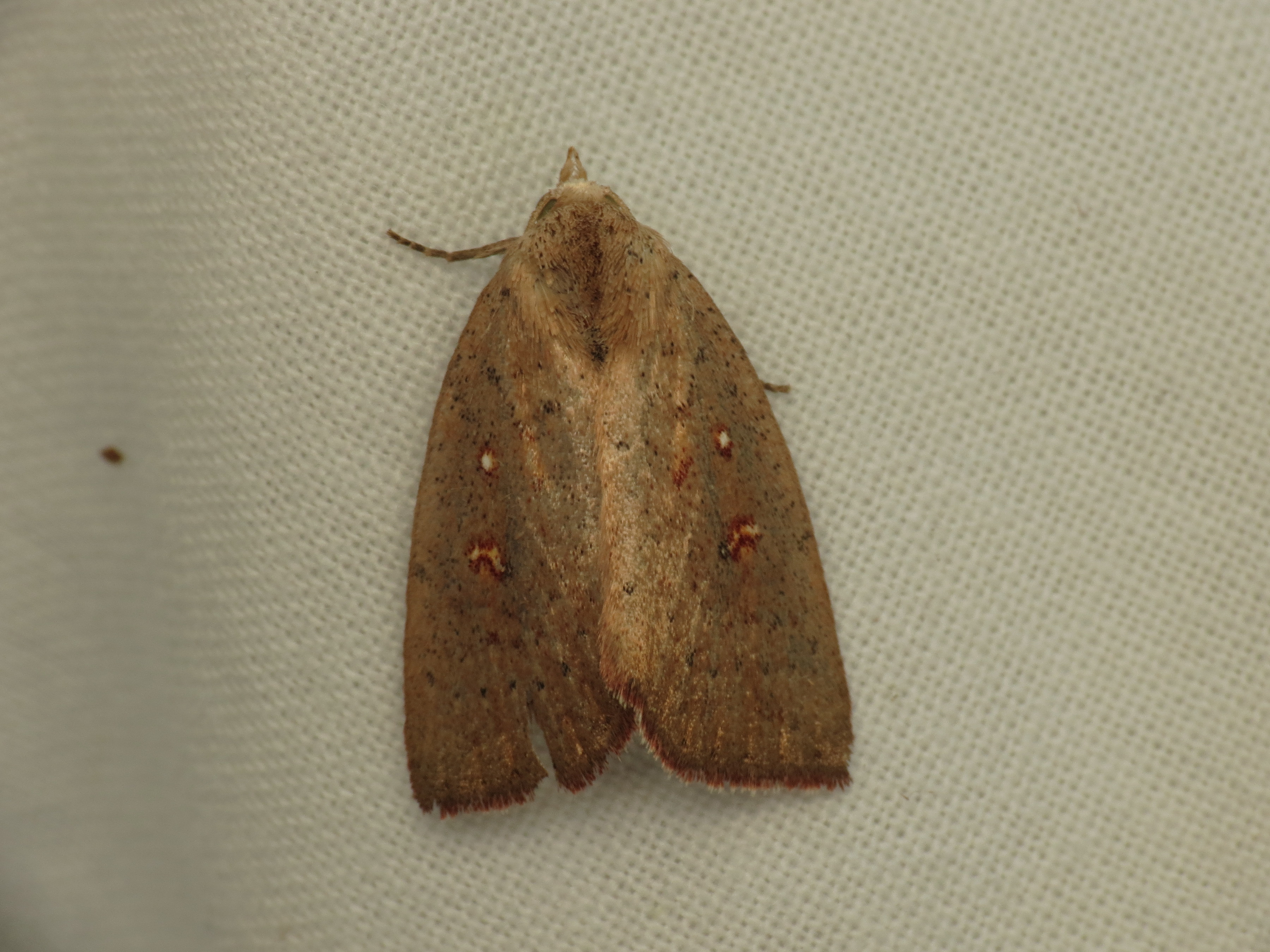